# Tour de France 1938
Il Tour de France 1938, trentaduesima edizione della Grande Boucle, si svolse in ventuno tappe tra il 5 e il 31 luglio 1938, per un percorso totale di 4 694 km. Fu vinto da Gino Bartali, al primo podio conseguito nel Tour. Il grimpeur fiorentino terminò le proprie fatiche sulle strade transalpine con il tempo di 148h29'12". Lo scalatore belga Félicien Vervaecke (al terzo ed ultimo podio al Tour, dopo aver colto due volte la terza posizione nelle edizioni 1935 e 1936) si piazzò al secondo posto della classifica generale. La terza posizione della graduatoria generale andò al passista francese Victor Cosson (per la prima ed unica volta in carriera sul podio di Parigi).
Bartali fu il secondo italiano ad imporsi nella manifestazione, tredici anni dopo il secondo ed ultimo trionfo di Ottavio Bottecchia. Si trattò quindi della terza edizione del Tour vinta da un corridore italiano. "Ginettaccio" si ripeterà ben dieci anni dopo, nell'edizione del 1948, acquisendo il primato - tuttora imbattuto - di distanza temporale tra due vittorie in due edizioni della corsa a tappe francese.

## Tappe
| Tappa  | Data      | Percorso                                | km    | Vincitore di tappa         | Leader cl. generale |
| ------ | --------- | --------------------------------------- | ----- | -------------------------- | ------------------- |
| 1ª     | 5 luglio  | Parigi > Caen                           | 215   | Willi Oberbeck             | Willi Oberbeck      |
| 2ª     | 6 luglio  | Caen > Saint-Brieuc                     | 237   | Jean Majerus               | Jean Majerus        |
| 3ª     | 7 luglio  | Saint-Brieuc > Nantes                   | 238   | Gerrit Schulte             | Jean Majerus        |
| 4ª-1ª  | 8 luglio  | Nantes > La Roche-sur-Yon               | 62    | Éloi Meulenberg            | Jean Majerus        |
| 4ª-2ª  | 8 luglio  | La Roche-sur-Yon > La Rochelle          | 83    | Éloi Meulenberg            | Jean Majerus        |
| 4ª-3ª  | 8 luglio  | La Rochelle > Royan                     | 83    | Félicien Vervaecke         | Jean Majerus        |
|        | 9 luglio  | giorno di riposo                        |       |                            |                     |
| 5ª     | 10 luglio | Royan > Bordeaux                        | 198   | Éloi Meulenberg            | Jean Majerus        |
| 6ª-1ª  | 11 luglio | Bordeaux > Arcachon                     | 52,5  | Jules Rossi                | Jean Majerus        |
| 6ª-2ª  | 11 luglio | Arcachon > Bayonne                      | 171   | Glauco Servadei            | André Leducq        |
| 7ª     | 12 luglio | Bayonne > Pau                           | 115   | Theo Middelkamp            | André Leducq        |
|        | 13 luglio | giorno di riposo                        |       |                            |                     |
| 8ª     | 14 luglio | Pau > Luchon                            | 193   | Félicien Vervaecke         | Félicien Vervaecke  |
|        | 15 luglio | giorno di riposo                        |       |                            |                     |
| 9ª     | 16 luglio | Luchon > Perpignano                     | 260   | Jean Fréchaut              | Félicien Vervaecke  |
| 10ª-1ª | 17 luglio | Perpignano > Narbonne                   | 63    | Antoon van Schendel        | Félicien Vervaecke  |
| 10ª-2ª | 17 luglio | Narbonne > Béziers (Cron. individuale)  | 27    | Félicien Vervaecke         | Félicien Vervaecke  |
| 10ª-3ª | 17 luglio | Béziers > Montpellier                   | 73    | Antonin Magne              | Félicien Vervaecke  |
| 11ª    | 18 luglio | Montpellier > Marsiglia                 | 223   | Gino Bartali               | Félicien Vervaecke  |
| 12ª    | 19 luglio | Marsiglia > Cannes                      | 199   | Jean Fréchaut              | Félicien Vervaecke  |
|        | 20 luglio | giorno di riposo                        |       |                            |                     |
| 13ª    | 21 luglio | Cannes > Digne-les-Bains                | 284   | Dante Gianello             | Félicien Vervaecke  |
| 14ª    | 22 luglio | Digne-les-Bains > Briançon              | 219   | Gino Bartali               | Gino Bartali        |
| 15ª    | 23 luglio | Briançon > Aix-les-Bains                | 311   | Marcel Kint                | Gino Bartali        |
|        | 24 luglio | giorno di riposo                        |       |                            |                     |
| 16ª    | 25 luglio | Aix-les-Bains > Besançon                | 284   | Marcel Kint                | Gino Bartali        |
| 17ª-1ª | 26 luglio | Besançon > Belfort                      | 89,5  | Émile Masson               | Gino Bartali        |
| 17ª-2ª | 26 luglio | Belfort > Strasburgo                    | 143   | Jean Fréchaut              | Gino Bartali        |
| 18ª    | 27 luglio | Strasburgo > Metz                       | 104   | Marcel Kint                | Gino Bartali        |
| 19ª    | 28 luglio | Metz > Reims                            | 196   | Fabien Galateau            | Gino Bartali        |
|        | 29 luglio | giorno di riposo                        |       |                            |                     |
| 20ª-1ª | 30 luglio | Reims > Laon                            | 48    | Glauco Servadei            | Gino Bartali        |
| 20ª-2ª | 30 luglio | Laon > San Quintino (Cron. individuale) | 42    | Félicien Vervaecke         | Gino Bartali        |
| 20ª-3ª | 30 luglio | San Quintino > Lilla                    | 107   | François Neuville          | Gino Bartali        |
| 21ª    | 31 luglio | Lilla > Parigi                          | 279   | Antonin Magne André Leducq | Gino Bartali        |
| Totale | Totale    | Totale                                  | 4 694 |                            |                     |

## Squadre e corridori partecipanti
| N.    | Cod. | Squadra     |
| ----- | ---- | ----------- |
| 1-12  | BEL  | Belgio      |
| 13-24 | ITA  | Italia      |
| 25-36 | DEU  | Germania    |
| 37-48 | FRA  | Francia     |
| 49-54 | ESP  | Spagna      |
| 55-60 | CHE  | Svizzera    |
| 61-66 | NLD  | Paesi Bassi |
| 67-72 | LUX  | Lussemburgo |
| 73-84 | CAD  | Cadetti     |
| 85-96 | ESO  | Esordienti  |

## Resoconto degli eventi
Come nell'edizione precedente diverse tappe furono suddivise in più semitappe. La corsa vide la lotta tra il giovane Gino Bartali e Félicien Vervaecke. Bartali sferrò l'attacco decisivo sulle Alpi, nella tappa da Digne-les-Bains a Briançon (diciannovesima frazione), quando andò in fuga sull'Izoard e arrivò al traguardo con 5 minuti di vantaggio sul gruppo. Il fiorentino fu maglia gialla alla fine delle ultime undici frazioni, sulle ventinove totali, e si aggiudicò la vittoria finale al primo podio colto a Parigi; già nell'anno precedente (1937) aveva indossato la maglia gialla, ma dopo due giorni era stato costretto al ritiro da una caduta.
Il gruppo, durante l'ultima tappa, lasciò andare in fuga Antonin Magne e André Leducq che davano il loro addio alle corse. I due giunsero sul traguardo ognuno con la mano sulla spalla dell'altro; la direzione assegnò la vittoria ex aequo. Il corridore che vinse il maggior numero di frazioni fu il belga Félicien Vervaecke, con quattro successi. Bartali vinse due frazioni.
Al Tour 1938 parteciparono 96 corridori, dei quali 55 giunsero a Parigi.

## Classifiche finali

### Classifica generale - Maglia gialla
| Pos. | Corridore          | Squadra     | Tempo      |
| ---- | ------------------ | ----------- | ---------- |
| 1    | Gino Bartali       | Italia      | 148.29'12" |
| 2    | Félicien Vervaecke | Belgio      | a 18'27"   |
| 3    | Victor Cosson      | Francia     | a 29'26"   |
| 4    | Edward Vissers     | Belgio      | a 35'08"   |
| 5    | Mathias Clemens    | Lussemburgo | a 42'08"   |
| 6    | Mario Vicini       | Italia      | a 44'59"   |
| 7    | Jules Lowie        | Belgio      | a 48'56"   |
| 8    | Antonin Magne      | Francia     | a 49'00"   |
| 9    | Marcel Kint        | Belgio      | a 59'49"   |
| 10   | Dante Gianello     | Esordienti  | a 1h06'47" |

### Classifica scalatori
| Pos. | Corridore          | Squadra | Punti |
| ---- | ------------------ | ------- | ----- |
| 1    | Gino Bartali       | Italia  | 107   |
| 2    | Félicien Vervaecke | Belgio  | 79    |
| 3    | Edward Vissers     | Belgio  | 76    |